# Philipp Wilhelm Daubert
Philipp Wilhelm Daubert (* 1. Juni 1799 in Braunschweig; † 21. November 1875 ebenda) war ein deutscher Konservenfabrikant. Das von ihm gegründete Unternehmen bildete die Keimzelle der Braunschweiger Konservenindustrie.

## Leben und Werk
Der Sohn des Braunschweiger Schneidermeisters Johann Christian Daubert und seiner Frau Johanna Dorothee, geb. Hofmeister, wurde Klempnermeister in seiner Vaterstadt. Auf Anregung durch den Chemiker Franz Varrentrapp begann Daubert um das Jahr 1850, Braunschweiger Spargel und anderes Gemüse nach dem Vorbild der Methode des Franzosen Nicolas Appert (1749–1841), heute unter Einkochen bzw. Einwecken bekannt, in handgearbeiteten Weissblechdosen zu konservieren. Nachdem dies zunächst nur für den Familien- und Bekanntenkreis erfolgt war, entstand im Jahre 1852 nach der Anlage von Spargelkulturen im Braunschweiger Umland ein Verarbeitungsbetrieb am Bohlweg 9, in dem auch fremde Arbeitskräfte beschäftigt wurden. Seit dem Jahre 1859 war Daubert Partikulier und die Firma wurde von seinem Sohn, dem Klempnermeister Carl Heinrich Daubert (1830–1919) unter dem Namen „C. H. Daubert Nachfolger“ zu einem überregional bekannten Unternehmen ausgebaut, welches seine Produkte nach Einführung des Autoklaven im Jahre 1873 auch bis nach England, Frankreich und Italien absetzen konnte. Unter dem Markennamen „Daubertus“ wurden überwiegend Spargelkonserven sowie Gemüse- und Obstkonserven hergestellt. Das Unternehmen wechselte seinen Standort 1864 zum Marstall 3. Nach dem Tod des Firmengründers 1875 wurde der Betrieb 1922 in die Wiesenstraße 1 verlegt. Die dortige Fabrik wurde nach Kriegszerstörungen 1947 wieder aufgebaut. Im Jahr 1959 umfasste das Angebot 250 Artikel. Die Firma erlosch 1974/75.
Daubert war seit 1827 verheiratet mit Henriette Antoinette Wilhelmine, einer Tochter des Gärtnereibesitzers Dreves. Das Paar hatte drei Söhne und eine Tochter.